# Alain De Nil
Alain De Nil (Jette, 17 augustus 1966) is een gewezen Belgische voetballer.

## Carrière
De Nil werd op dertienjarige leeftijd door RWDM weggeplukt bij Scup Jette. De Brusselse club uit Molenbeek leidde hem verder op. In december 1983 maakte de inmiddels zeventienjarige middenvelder zijn debuut. Toenmalig trainer Johan Vermeersch gunde hem zijn eerste speelminuten op het hoogste niveau.
De dribbelvaardige linkshalf bleef tot 1986 in dienst van RWDM. Nadien trok hij samen met zijn ploegmaat Paul De Mesmaeker naar KV Mechelen. Onder leiding van Aad de Mos won Mechelen in 1987 de Beker van België. In eigen land groeide de club uit tot de grootste rivaal van RSC Anderlecht en Club Brugge. In 1988 bereikte KV Mechelen de finale van de Europacup II en won deze door AFC Ajax met 1-0 te verslaan. De Nil werd in zijn periode bij Mechelen door blessureleed geteisterd en kwam er in die finale niet aan te pas.
Bij Cercle Brugge hoopte hij op meer speelkansen, want in Mechelen bleek er geen grote rol voor hem weggelegd. In Brugge verging het hem beter. Hij bleef vier seizoenen bij Cercle, dat in die periode speelde met onder meer Josip Weber, Christophe Lauwers, Rudy Poorteman, de broers Kalusha en Joe Bwalya. In 1992 werd De Nil uitgeroepen tot Man van het Seizoen.
In hetzelfde jaar werd de middenvelder voor de eerste en laatste keer opgeroepen voor de nationale ploeg en verhuisde hij naar het AA Gent van trainer René Vandereycken. Daar brak hij nooit door. Na twee seizoenen ruilde hij Gent in voor RFC Seraing.
Seraing stond onder leiding van Georges Heylens. De Nil werd in Luik ploegmaat van onder meer Emmanuel Karagiannis, Marc Schaessens, Roger Lukaku en Wamberto. Een jaar later vertrok hij naar Germinal Ekeren.
Als subtopper maakte Germinal Ekeren het de beste clubs destijds soms lastig. De Nil bleef opnieuw één jaar. Met Ekeren eindigde hij in het eindklassement als derde achter Club Brugge en Anderlecht. De ondertussen dertigjarige De Nil verkaste daarop naar derdeklasser Racing Jet Wavre alvorens in 1997 bij Union Sint-Gillis te belanden.
Bij Union verkeerde De Nil terug in het Brussel, waar hij zich het best voelde. Hij bleef er enkele jaren voetballen voor Union. Een kort Oostenrijks avontuur mondde daarna uit in een financieel fiasco. Nadien trok hij voor enkele seizoenen het shirt van Standaard Wetteren aan alvorens te belanden bij de club waar alles begon: Scup Jette. In 2005 hing De Nil zijn voetbalschoenen (tijdelijk) aan de haak. Later was hij nog even in dienst van KGR Katelijne en Eendracht Massemen.
De Nil werd na zijn actieve loopbaan voetbalmakelaar.

## Palmares

### Club

#### RWDM
- Belgische Tweede Klasse: 1984-85

#### KV Mechelen
- Europacup II: 1987/88
- Beker van België: 1986/87

### Individueel
- Man van het Seizoen: 1991/92
- Fair-Playprijs: 1991/92